# Sage the Gemini
Sage the Gemini, pseudonimo di Dominic Wynn Woods (Fairfield, 20 giugno 1992), è un rapper, produttore discografico e scrittore statunitense.
"Gas Pedal" ha raggiunto la 29ª posizione nella Billboard Hot 100, rendendola la prima top 40 hit di Sage; ha anche raggiunto la sesta posizione nella Hot R&B/Hip-Hop Songs nel 2013. La canzone "Red Nose", prodotta da lui stesso, ha raggiunto la 54ª posizione nella Hot 100 e la posizione numero 12 nella Hot R&B Hip-Hop Songs. Entrambe le canzoni vengono dal suo EP di debutto, Gas Pedal, che ha raggiunto la 29ª posizione nella classifica R&B/Hip-Hop Albums. Ha firmato con la Republic Records nell'agosto 2013. Il suo album in studio d'esordio, Remember Me è stato pubblicato il 25 marzo 2014. Il suo secondo album in studio Bachelor Party, è stato programmato per il 2017 da Atlantic Records.

## Biografia
Sage the Gemini è nato a San Francisco, California. La sua famiglia si trasferì a Fairfield, in California, quando aveva 6-7 anni. Inizia a registrare all'età di undici anni assieme a suo fratello, dopo aver comprato un microfono dal negozio Gordon's Music and Sound di Fairfield, California. La prima traccia che registra, a 14anni, s'intitola "Made In China". Woods prende spunto per il nome Sage the Gemini dal colore dei suoi occhi e dal suo segno zodiacale.

## Carriera musicale
Nel 2008, Sage distribuisce il suo primo singolo, "You Should Know" su MySpace. Diventa una hit, generando più di tre milioni di visualizzazioni in tutto il mondo. In seguito entra a far parte del Black Money Music Group. Per via dell'amicizia che lo lega al rapper Iamsu!, entra anche nel The HBK Gang. In seguito, Sage distribuisce i singoli "Red Nose" e "Gas Pedal" nel marzo 2013. Questi singoli diventano immediatamente delle hit, tanto da guadagnare abbastanza airplay per attirare la Republic Records che decide di firmare un contratto con lui nell'agosto 2013. La Recording Industry Association of America certifica "Red Nose" Oro e "Gas Pedal" Platino. Il 25 marzo 2014 Sage distribuisce il suo album in studio di debutto Remember Me.
Nel 2015 ha collaborato con Juicy J, Kevin Gates e Future nel brano estratto dal film Fast & Furious 7 Payback e nel 2017 collabora con Jeremih e Ty Dolla Sign nel brano estratto dal film Fast & Furious 8 Don't Get Much Better.

## Vita privata
Sage ha una figlia di nome Lai'lah Woods.

## Discografia

### Album in studio
- 2014 – Remember Me

### EP
- 2013 – Gas Pedal

### Mixtape
- 2017 – Morse Code

### Singoli
- 2013 – Red Nose
- 2013 – Gas Pedal (feat. Iamsu!)
- 2013 – Swerve
- 2013 – College Drop (feat. Kool John)
- 2014 – Down on Your Luck (feat. August Alsina)
- 2014 – Mack Down (feat. Mistah F.A.B.)
- 2015 – Don't You
- 2015 – Guantanamera (feat. Trey Songz)
- 2015 – Good Thing (feat. Nick Jonas)
- 2016 – Now and Later
- 2017 – Pilot
- 2017 – Reverse
- 2018 – Pull Over
- 2018 – No Ex's (feat. 03 Greedo)
- 2018 – Boujee
- 2018 – 4G
- 2018 – Hoop Dreams (feat. Yhung T.O.)
- 2018 – Buss It (feat. Chris Brown)
- 2019 – It Ain't My Fault
- 2020 – Humble
- 2021 – Baby (feat. Chris Brown)